# In ictu oculi

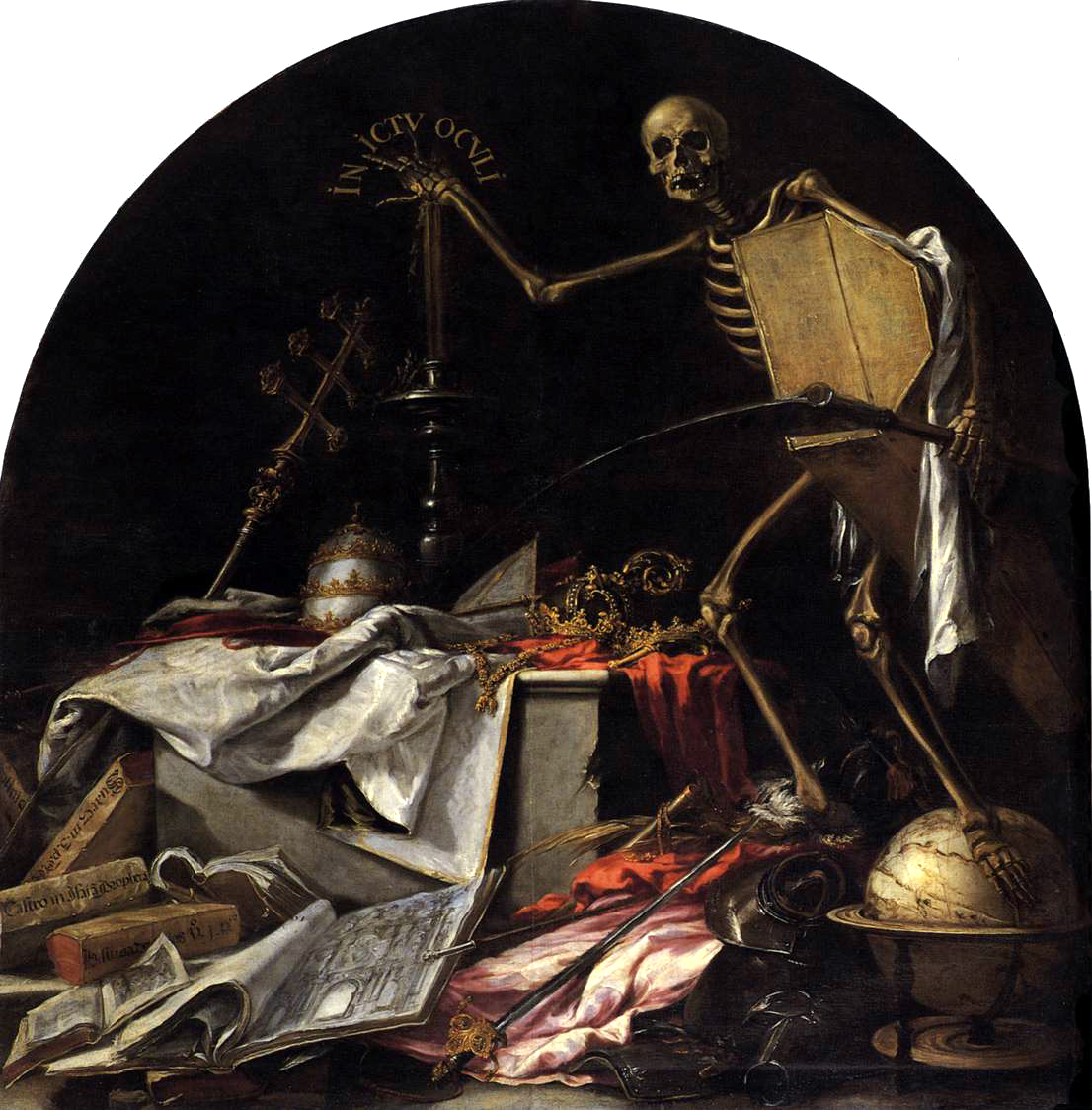
in ictu oculi, une vanité par Juan de Valdés Leal pour l'hôpital de la Charité de Séville.

In ictu oculi (en grec ancien : ἐν ῥιπῇ ὀφθαλμοῦ en rhipê̄i ophthalmoū) est une locution latine signifiant « en un clin d'œil ». Son origine se trouve dans un passage de la Bible, notamment dans la Première épître aux Corinthiens : « In momento, in ictu oculi, in novissima tuba » ((1 Cor. 15:52), qui est lui-même traduit du grec ἐν ἀτόμῳ, ἐν ῥιπῇ ὀφθαλμοῦ, ἐν τῇ ἐσχάτῃ σάλπιγγι (en atómôi, en rhipê̄i ophthalmoū, en tê̄i eskhátêi sálpingi), qui se traduit par : « en un instant, en un clin d’œil, à la dernière trompette ». 
Henri de Huntingdon employa cette expression à propos de la rapide soumission de l'Angleterre à Étienne de Blois en 1135 : « sine mora, sine labore, quasi in ictu oculi » (« sans délai, sans peine, comme en un clin d'œil »),. Elle apparaît encore dans le texte d'un motet d'Antoine Busnois intitulé « Gaude celestis Domina ». Le texte anglais le plus notable en faisant usage est une paraphrase par John Donne du contexte original de 1 Corinthiens 15 : « which shall be found alive upon the earth, we say there shall be a sudden death, and a sudden resurrection; In raptu, in transitu, in ictu oculi »,

## Œuvres d'art
In ictu oculi est également le titre d'un tableau du peintre baroque espagnol Juan de Valdés Leal (1622-1690). Présentant une allégorie de la mort, cette œuvre réalisée vers 1671 est l'une des deux grandes (2,2 mètres de hauteur) vanités peintes par Valdés Leal pour l'hôpital de la Charité de Séville. Le personnage central est un squelette ; sur le sol se trouvent un cercueil ouvert et des symboles de richesse et de pouvoir. Le squelette éteint une chandelle, représentant la vie, au-dessus de laquelle figure le titre du tableau,. Un volume des croquis de Rubens de l'arche de triomphe d'Anvers, honorant la visite du cardinal-infant Ferdinand, nouveau gouverneur, en 1634, constitue un symbole de désillusion politique. La seconde vanité de la paire s'intitule Finis Gloriae Mundi, « la fin de la gloire du monde », et dépeint un évêque mort et un chevalier.
La peinture de Valdés Leal est le reflet de la conception des vanités dans la musique espagnole de la même période, comme l'illustre In ictu oculi. Música española del siglo XVII, un enregistrement de 2002 par le groupe de musique ancienne Los Músicos de Su Alteza. Un tableau de 2004 de l'artiste cubain Diango Hernandez (né en 1970) a lui aussi cette locution pour titre.